# Rich Parent
Richard „Rich“ Parent (* 12. Januar 1973 in Montreal, Québec) ist ein ehemaliger kanadischer Eishockeytorwart, der für die St. Louis Blues, Tampa Bay Lightning und Pittsburgh Penguins in der National Hockey League spielte. In der Deutschen Eishockey Liga war er für die Iserlohn Roosters, Kassel Huskies, Eisbären Berlin und Hannover Scorpions aktiv. Seit dem Ende seiner Spielerkarriere arbeitet er als Torwarttrainer im Nachwuchsbereich.

## Karriere
Rich Parent spielte in verschiedenen Nachwuchsligen, darunter die Western Hockey League in der Saison 1992/93. Seine ersten Profispiele absolvierte er von 1994 bis 1996 für die Muskegon Fury in der Colonial Hockey League. Die nächsten zwei Jahre spielte Parent in der International Hockey League für die Detroit Vipers. In der Saison 1997/98 gab er für die St. Louis Blues sein Debüt in der National Hockey League. Im nächsten Jahr spielte er in der American Hockey League und kam zu zehn Einsätzen in der NHL. In der Saison 1999/2000 spielte Parent 14 Partien für die Tampa Bay Lightning, die Mehrheit der Spiele verbrachte er aber erneut in der IHL. 2000/01 spielte er für die Pittsburgh Penguins in der NHL, sowie für das Farmteam Wilkes-Barre/Scranton Penguins in der American Hockey League. 
Anschließend entschied sich Parent für einen Wechsel nach Europa und unterschrieb einen Vertrag in der Deutschen Eishockey Liga. Seine erste Station waren die Iserlohn Roosters zum Ende der Saison 2001/02. Nach einer Spielzeit bei den Kassel Huskies wechselte er zur Saison 2003/04 zu den Eisbären Berlin und wurde Deutscher Vizemeister. Die Folgesaison stand er für die Hannover Scorpions auf dem Eis. Zu Beginn der Saison 2005/06 hielt sich Parent in Nordamerika fit, in der Hoffnung, doch noch einen NHL-Vertrag zu erhalten. Als dies erneut sehr unwahrscheinlich wurde, unterschrieb Parent wieder bei den Iserlohn Roosters, mit denen er die Play-downs vermied. Anschließend beendete er seine Karriere.

### Trainerlaufbahn
Rich Parent arbeitet als Torwarttrainer und Berater für Spieler und Teams im Nachwuchsbereich. In der Saison 2016/17 wurde er von den Pensacola Ice Flyers aus der SPHL als Torwarttrainer verpflichtet. Im folgenden Jahr schloss er sich den Shreveport Mudbugs aus der North American Hockey League an, bei denen er in den folgenden Jahren unterschiedliche Positionen innerhalb des Trainerteams einnahm. In der Saison 2023/24 arbeitete er zudem für die Pembroke Lumber Kings in der Central Canada Hockey League.

## Erfolge und Auszeichnungen
- 1996 CoHL First All-Star Team
- 1996 CoHL Outstanding Goaltender
- 1997 James Norris Memorial Trophy (gemeinsam mit Jeff Reese)
- 1997 Turner-Cup-Gewinn mit den Detroit Vipers

## Karrierestatistik
(Legende zur Torhüterstatistik: GP oder Sp = Spiele insgesamt; W oder S = Siege; L oder N = Niederlagen; T oder U oder OT = Unentschieden oder Overtime- bzw. Shootout-Niederlage; Min. = Minuten; SOG oder SaT = Schüsse aufs Tor; GA oder GT = Gegentore; SO = Shutouts; GAA oder GTS = Gegentorschnitt; Sv% oder SVS% = Fangquote; EN = Empty Net Goal; 1 Play-downs/Relegation; Kursiv: Statistik nicht vollständig)